# Syracuse (Nebraska)
Syracuse je grad u američkoj saveznoj državi Nebraska. Prema popisu stanovništva iz 2010. u njemu je živjelo 1,942 stanovnika.